# Evangelische Kirche (Kirn)

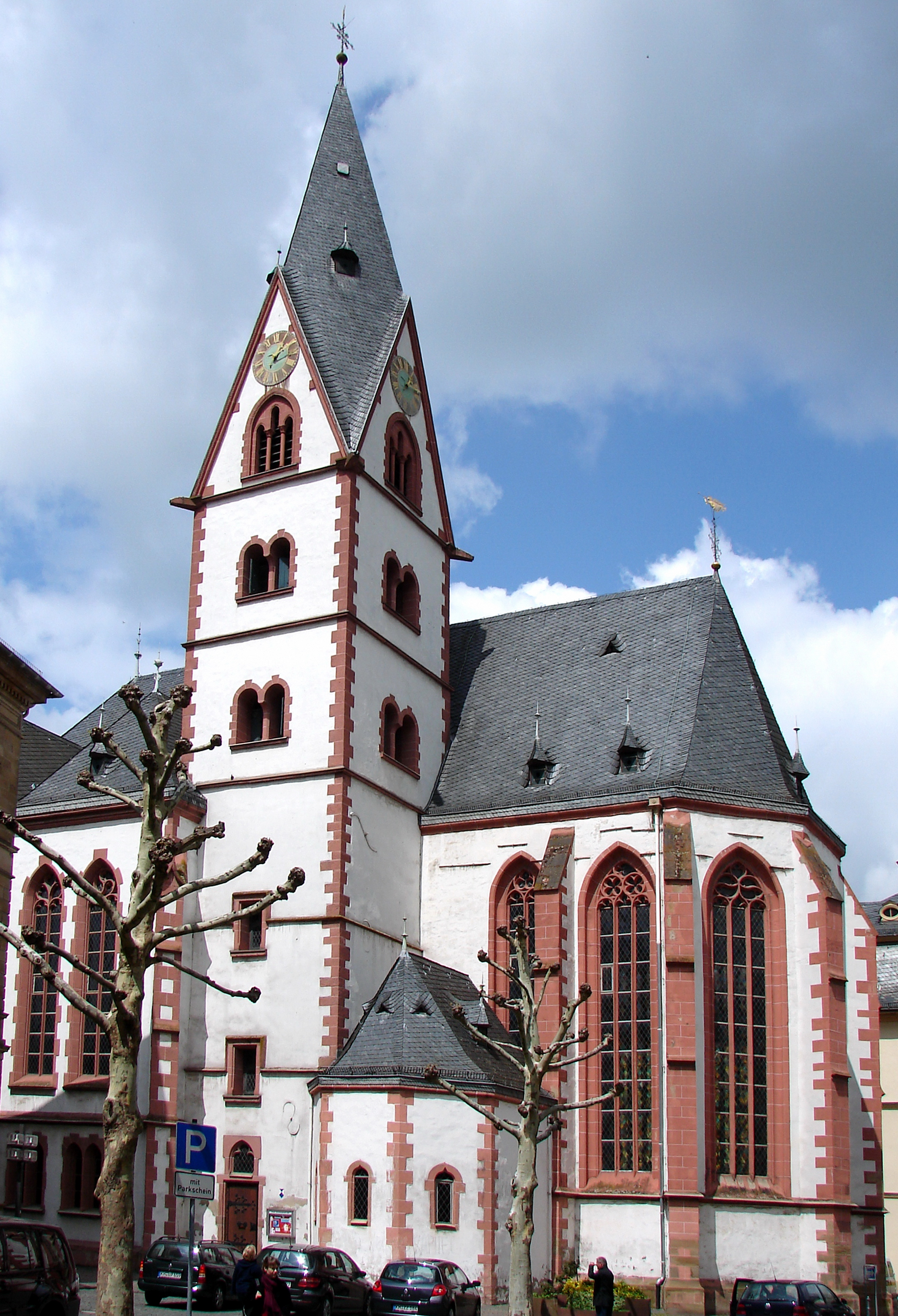
Die evangelische Kirche in Kirn

Die Evangelische Kirche Kirn befindet sich in Kirn im Landkreis Bad Kreuznach, Rheinland-Pfalz. Sie gehört zu den Kulturdenkmälern in Kirn. Die Kirchengemeinde gehört zum Kirchenkreis An Nahe und Glan der Evangelischen Kirche im Rheinland (EKiR).

## Geschichte
Im Jahr 966 wurde die Kirche durch das Erzstift Magdeburg gegründet. Sie entstand dabei als romanische Hallenkirche, von der sich die beiden unteren Turmgeschosse erhalten haben.
Im Jahr 1467 bewilligte der Mainzer Erzbischof Adolf II. von Nassau einen Antrag der Wild- und Rheingrafen von Kyrburg und erhob die Kirche zur Stiftskirche. Im Jahr 1474 wurde der Neubau des Chorraums im spätgotischen Stil vollendet. Die vollständig erhaltene Tumba von Wild- und Rheingraf Gerhard, dem 1474 verstorbenen Stifter des Chorraums, ist seit dem Jahr 1993 wieder aufgebaut.
Peter Siegel, ein Schüler Martin Luthers, führte in Kirn den Protestantismus ein und wurde erster evangelischer Pfarrer in Kirn. Nach dem Augsburger Reichs- und Religionsfrieden von 1555 konvertieren die Wild- und Reichsgrafen zum Protestantismus. Während des Dreißigjährigen Krieges wechselte die Religionszugehörigkeit mit den Besatzungsmächten Spanien und Schweden. Unter der Besatzung durch Frankreich wurde die Kirche im Jahr 1681 in eine Simultankirche umgewandelt.
Im Jahr 1891 zeigten sich die Auswirkungen eines Hochwassers des Hahnenbaches von 1875, als sich der Mauerschwamm im durchgenässten Mauerwerk so stark ausbreitete, dass das Langhaus baufällig wurde und niedergelegt werden musste. Die evangelische und die katholische Kirchengemeinde einigten sich auf eine Auflösung des Simultaneums.
Im Jahr 1893 wurde der Grundstein für einen Neubau des neugotischen Kirchenschiffs nach Plänen des Architekten Heinrich Wiethase aus Köln gelegt. Der Fußboden wurde höhergelegt, wobei die Grabplatten, die sich vorher an der Außenwand der Kirche befanden, auf den alten Fußboden deponiert und mit Bauschutt abgedeckt wurden.
Nach der Fertigstellung des Rohbaus dauerte der Innenausbau bis zum Frühjahr 1895. In dieser Bauphase wurden auch die Fürstengräber im Chor denkmalpflegerisch untersucht. Am 15. März 1895 fand die Einweihung des Kirchenneubaus, der nun 1400 Gläubigen Platz bot, statt.
Von 1969 bis 1972 fanden in und an der Kirche umfangreiche Renovierungsarbeiten statt, in deren Rahmen ein neuer Außenputz und ein neuer Fassadenanstrich angebracht wurden, das Dach neu eingedeckt sowie die Stumm-Orgel im Chorraum durch eine Schuke-Orgel auf der Empore ersetzt wurde. Während der Renovierung untersuchten Archäologen des Staatlichen Amts für Vor- und Frühgeschichte die Fürstengräber.
Im Jahr 1993 folgten weitere umfangreiche Sanierungs- und Renovierungsarbeiten, wobei eine neue Heizung eingebaut und das Mauerwerk trockengelegt wurden. Zudem wurden die Ausmalungen im Chorraum und im Kirchenschiff restauriert und farblich wiederhergestellt.

## Ausstattung
Neben der Schuke-Orgel und den unten genannten Grabmälern befinden sich in der Kirche eine spätgotische Kanzel und eine Andachtsecke. Ferner schuf der Künstler Walter Habdank eine Taufecke mit Triptychon, ein Lektorenpult und das „Kirner Kreuz“.

### Grabmale
Im Eingangsbereich befinden sich Grabplatten, die sich früher an der Friedhofsseite des Langhauses befanden. Im Bereich des Chorraums befinden sich von rechts nach links folgende Grabmale:
1. Grabmal der Wild- und Rheingräfin Anna (1495)
2. Grabmal des Wild- und Rheingrafen Johann (1531)
3. Grabmal der Söhne des Rheingrafen Otto v. Salm Kyrburg (1571)
4. Fürstengrab von Johanna Franziska von Hohenzollern-Sigmaringen (1764–1790)
5. Fürstengrab von Johann XI. Dominik (1708–1778)
6. Fürstengrab von Philipp Joseph (1709–1779)
7. Grabtomba des Wild- und Rheingrafen Gerhard (1474)